# Bulbophyllum pan
Bulbophyllum pan är en orkidéart som beskrevs av Henry Nicholas Ridley. Bulbophyllum pan ingår i släktet Bulbophyllum och familjen orkidéer. Inga underarter finns listade i Catalogue of Life.